# TNT (группа)
TNT — норвежская хард-рок / глэм-метал-группа из Тронхейма, образованная в 1982 году. Группа выпустила двенадцать студийных альбомов, три EP и два концертных альбома, претерпев многочисленные изменения в составе с момента его образования. Гитарист Ронни Ле Текро -- единственный постоянный участник группы.

## История
Была образована в норвежском городе Тронхейме в 1982 году вокалистом и ритм-гитаристом Дагом Ингебригтсеном, гитаристом Ронни Ле Текро, басистом Стейнар Эйкумом и барабанщиком Мортеном «Дизелем» Далем. Их дебютный альбом, носящий одноимённое название и единственный, в котором все песни написаны на норвежском языке, был выпущен в том же году и издан PolyGram, дочерней компанией Vertigo Records. В августе 1983-го Морти Блэк заменил Стейнара Эйкума на бас-гитаре, и в следующем году американский вокалист Тони Харнелл стал новым фронтменом TNT, дебютировав в альбоме Knights Of The New Thunder. Его уникальный и мощный голос диапазоном 4 октавы был заключительный элементом, необходимым группе, чтобы стать известными и на мировом рынке. Альбом имел огромный успех в Скандинавии, и группа получила предложение о сотрудничестве с Mercury/Polygram в Нью-Йорке. Альбом Knights Of The New Thunder был выпущен в США в 1985 году. Видео для Seven Seas получило ротацию на MTV, а альбом вошёл в Billboard Charts.
Этот состав записал ещё один альбом, Tell No Tales, в 1987 году, до того как «Дизель» Даль покинул TNT в 1988-м из-за конфликта отношений внутри группы. Альбом Tell No Tales содержал самый известный хит TNT — 10000 Lovers (In One). В Tell No Tales отмечено незначительное изменение звука от мелодичного еврометалла к более жёсткому стилю рока, а Ле Текро и Тони Харнелл после его выхода приобрели репутацию талантливого дуэта. Альбом стал самым продаваемым релизом в Норвегии и Швеции (он продавался лучше, чем альбомы чрезвычайно популярных артистов, таких как Майкл Джексон и Def Leppard). В Японии и США вышли клипы на Everyone’s A Star и 10000 Lovers (In One), которые были показаны на всех европейских и американских каналах MTV. Группу поддержали Stryper, позже последовал тур с Twisted Sister и Great White, также TNT стали хэдлайнерами шоу в больших клубах США.
Кеннет Одиин стал новым барабанщиком TNT, но записал с группой лишь один альбом Intuition в 1989 году. Этот альбом сохранил немного жёсткости звучания предыдущего. Intuition тоже имел огромный успех в Скандинавии и Японии. Более того, альбом стал одним из лучших хард-рок-альбомов в 1989 году. TNT отправились в первый самостоятельный тур по США, который, благодаря показу запоминающегося видео заглавной песни на MTV, побил рекорды посещаемости в небольших театрах и больших клубах по всей стране. После тура в поддержку альбома группа заключила новый контракт с Atlantic Records.
В 1992 году TNT с новым барабанщиком Джоном Макалузо выпустили студийный альбом Realized Fantasies и концертную запись Three Nights In Tokyo. Альбом провалился из-за плохо организованной Atlantic Records кампании по продвижению. В том же году TNT решили взять паузу, решив сосредоточиться на сольных проектах. В 1996 году был выпущен сборник Till Next Time — The Best Of TNT, а Тони Харнелл, Ле Текро и Блэк возродили TNT с барабанщиком Фроде Ламоем. Это состав записал два альбома: Firefly (1997) и Transistor (1999).
«Дизель» Даль вернулся в TNT в 2000 году, и группа начала работу над своим восьмым студийным альбомом, My Religion, который был выпущен в 2004 году. Через несколько месяцев после выхода альбома Морти Блэк решил покинуть группу из-за личных и профессиональных разногласий. Сид Рингсби занял его место на концертах и на альбоме All The Way To The Sun, который был выпущен осенью 2005 года. Альбому предшествовал сингл Sometimes, который был выпущен в Норвегии 25 июля. В конце года Виктор Борге стал новым постоянным басистом TNT.
Тони Харнелл покинул группу в апреле 2006 года по личным и профессиональным причинам. Его финальное шоу состоялось 30 июня 2006 года, когда TNT играли на Polar Rock Festival в Стормстейннесе, Норвегия. Тони Харнелл был заменен британским хард рок-певцом Тони Миллсом. Несмотря на уход из группы, Харнелл сотрудничал с iMagic Films и продюсером Дарреном Палтровицем, выпустив концертный DVD с выступлением группы в Мадриде, Испания, состоявшимся 1 апреля 2006 года. Пакет The Live In Madrid CD + DVD в августе 2006 года был выпущен в Японии, в сентябре — в других странах.
В 2007 году TNT выпустили свой десятый студийный альбом, The New Territory, вызвавший смешанные отзывы и споры среди поклонников. Одиннадцатый студийный альбом, Atlantis, был выпущен 22 сентября 2008 года в Норвегии и Японии. В альбоме чувствуется влияние The Beatles и Queen. Он был смикширован Томми Хансеном, который также работал над My Religion и All The Way To The Sun. 12 декабря 2008 года первоначальный состав TNT, состоящий из Дага Ингебригтсена, Ронни Ле Текро, Стейнара Эйкума и «Дизеля» Даля, воссоединился для разового выступления. Это было сделано, чтобы отпраздновать 50-летие Ингебригтсена.
Двенадцатый студийный альбом TNT A Farewell To Arms был выпущен в Японии 15 декабря 2010 года. «Дизель» Даль сказал, что альбом был попыткой вернуть старый звук TNT. Над альбомом также работал Борд Свендсен, который записал клавишные и бэк-вокал на Knights Of The New Thunder и Tell No Tales. Альбом был смикширован Томми Хансеном и был охарактеризован им как «Def Leppard на скорость». В Европе он был выпущен в январе 2011 года. Для скандинавской и американской версии альбом был переименован в Engine. В Норвегии альбом был выпущен в качестве эксклюзивной совместной сделки между сетью магазинов Narvesen и TNT 27 декабря 2010 года. В интервью на норвежском радио-шоу Stjerneklart в январе 2011 года Ронни Ле Текро заявил, что, может быть, это последний альбом TNT.
27 апреля 2011 клавишник Даг Стокке, который гастролировал с TNT с апреля 1987 года и записывался на каждом альбоме от Realized Fantasies до A Farewell To Arms, умер от рака. Его заменил Роджер Гилтон.

## Участники группы

### Текущий состав
- Ronni Le Tekrø — гитара, бэк-вокал (1982-92, 1996 -)
- Morten «Diesel» Dahl — ударные (1982-88, 2000 -)

### Бывшие участники
- Steinar Eikum — бас гитара (1982-83)
- Dag Ingebrigtsen — вокал, ритм-гитара (1982-84)
- Kenneth Odiin — ударные (1988-89)
- John Macaluso — ударные (1990-92)
- Morty Black — бас гитара, бэк-вокал (1983-92, 1996—2004)
- Tony Harnell — вокал (1984-92, 1996—2006)
- Victor Borge — бас гитара, бэк-вокал (2005-12)
- Tony Mills — вокал (2006—2013)

### Сессионные музыканты
- Dag Stokke — клавишные, бэк-вокал (1987-92, 1996—2011)
- Frode Lamøy — ударные (1996—2000)
- Sid Ringsby — бас гитара, бэк-вокал (2004-05)
- Roger Gilton — клавишные, бэк-вокал (2011 -)

## Дискография
| Год  | Название                   | Лейбл            |
| ---- | -------------------------- | ---------------- |
| 1982 | TNT                        | PolyGram         |
| 1984 | Knights of the New Thunder | PolyGram         |
| 1987 | Tell No Tales              | PolyGram         |
| 1989 | Intuition                  | Polygram         |
| 1992 | Realized Fantasies         | Atlantic Records |
| 1997 | Firefly                    | Norske Gram      |
| 1999 | Transistor                 | Norske Gram      |
| 2004 | My Religion                | MTM              |
| 2005 | All the Way to the Sun     | MTM              |
| 2007 | The New Territory          | Bonnier Amigo    |
| 2008 | Atlantis                   | Bonnier Amigo    |
| 2010 | A Farewell to Arms         | TNT Records      |